# Gimnastyka na Letnich Igrzyskach Olimpijskich 1952 – ćwiczenia z przyborem drużynowo kobiet
Ćwiczenia z przyborem drużynowo były jedną z konkurencji gimnastycznych rozgrywanych podczas Letnich Igrzysk Olimpijskich 1952. W zawodach wystartowało 16 zespołów po 8 zawodniczek.

## Format zawodów
Ćwiczenia zespołowe z przyborem były zaliczane do wieloboju druzynowego, nie rozgrywano jednak osobnego finału w tej konkurencji. Sędziowie (8) przyznawało oceny oo 0 do 10 punktów. Dwie najwyższe i dwie najniższe ooceny odrzucano, a pozostałe cztery mnożono przez 2 ustalając ocenę końcową za ćwiczenia.

## Wyniki
| Pozycja | Reprezentacja     | Zawodniczka | Wynik |
| ------- | ----------------- | --- | ----- |
| złoto   | Szwecja           | Karin Lindberg Gun Röring Evy Berggren Göta Pettersson Ann-Sofi Pettersson Ingrid Sandahl Hjördis Nordin Vanja Blomberg                            | 74,20 |
| srebro  | ZSRR              | Marija Horochowśka Nina Boczarowa Galina Minaiczewa Galina Urbanowicz Piełagieja Daniłowa Galina Szamraj Medea Dżugeli Jekatierina Kalinczuk       | 73,00 |
| brąz    | Węgry             | Margit Korondi Ágnes Keleti Edit Perényiné Weckinger Olga Tass Erzsébet Köteles Mária Kövi-Zalai Andrea Bodó Irén Daruházi-Karcsics                | 71,60 |
| 4.      | Niemcy            | Irma Walther Hanna Grages Elisabeth Ostermeyer Wolfgard Voß Inge Sedlmaier Lydia Zeitlhofer Brigitte Kiesler Hilde Koop                            | 71,20 |
| 5.      | Finlandia         | Raili Tuominen-Hämäläinen Vappu Salonen Arja Lehtinen Raili Hoviniemi Pirkko Vilppunen Maila Nisula Pirkko Pyykönen Raija Simola                   | 70,60 |
| 6.      | Czechosłowacja    | Eva Bosáková Alena Chadimová Jana Rabasová Božena Srncová Hana Bobková Matylda Matoušková-Šínová Věra Vančurová Alena Reichová                     | 70,00 |
| 6.      | Holandia          | Lenie Gerrietsen Huiberdina Krul-van der Nolk wan Gogh Annie Ros Tootje Selbach Nanny Simon Jo Cox-Ladru Toetie Selbach Cootje van Kampen-Tonneman | 70,00 |
| 8.      | Jugosławia        | Sonja Rožman Tanja Žutić Anka Drinić Nada Spasić Milica Rožman Ada Smolnikar Marija Ivandekić Tereza Kočiš                                         | 69,20 |
| 9.      | Austria           | Ida Kadlec Gerti Fesl Gertrude Kolar Hedwig Traindl Gertrude Winnige-Barosch Gertrude Gries Edeltraud Schramm Hildegard Grill                      | 68,40 |
| 10.     | Włochy            | Lidia Pitteri Miranda Cicognani Licia Macchini Liliana Scaricabarozzi Grazia Bozzo Luciana Reali Elisabetta Durelli Renata Bianchi                 | 68,20 |
| 11.     | Francja           | Ginette Durand Irène Pittelioen Alexandra Lemoine Madeleine Jouffroy Liliane Montagne Colette Hué Colette Fanara Jeanette Vogelbacher              | 67,80 |
| 12.     | Bułgaria          | Cwеtanka Stanczеwa Iwanka Dołżеwa Sałtirka Spasowa-Tyrpowa Wasiłka Stanczеwa Rajna Grigorowa Jordanka Jowkowa Stojanka Angеłowa Pеnka Prisadaszka  | 66,80 |
| 12.     | Rumunia           | Stela Perin Olga Göllner Ileana Gyarfaș Olga Munteanu Helga Bîrsan Eveline Slavici Elisabeta Abrudeanu Teofila Băiașu                              | 66,80 |
| 14.     | Polska            | Stefania Świerzy Stefania Reindl Helena Rakoczy Zofia Kowalczyk Honorata Marcińczak Barbara Wilk-Ślizowska Dorota Horzonek-Jokiel Urszula Łukomska | 64,20 |
| 15.     | Wielka Brytania   | Gwynedd Lewis-Lingard Pat Hirst Cissy Davies Margo Morgan Margaret Thomas-Neale Irene Hirst Valerie Mullins Marjorie Raistrick-Carter              | 63,00 |
| 16.     | Stany Zjednoczone | Marian Barone Ruth Grulkowski Clara Schroth Ruth Topalian Dorothy Dalton Marie Hoesly Meta Elste-Neumann Doris Kirkman                             | 61,60 |